# Gerlachov (Bardejov)
|  | No s'ha de confondre amb Gerlachov (Poprad). |

Gerlachov és un poble i municipi d'Eslovàquia. Es troba a la regió de Prešov, al nord del país.

## Història
La primera referència escrita de la vila data del 1344.

## Demografia
| Godina             | 1994 | 2004    | 2014   | 2024   |
| ------------------ | ---- | ------- | ------ | ------ |
| Nombre de persones | 922  | 1020    | 1042   | 1055   |
| Diferència         |      | +10,62% | +2,15% | +1,24% |

| Godina             | 2023 | 2024   |
| ------------------ | ---- | ------ |
| Nombre de persones | 1050 | 1055   |
| Diferència         |      | +0,47% |